# Ámber
Ámber es el segundo disco de la banda de power pop peruana Ádammo. 

## Sencillos
El primer sencillo de este disco fue el tema «Algún día», que cuenta con un video dirigido por el director peruano Percy Céspedez y con el cual la banda ha sido nominada al Latin Grammy 2010 en la categoría Vídeo corto del año. Otro de los sencillos es «Siento que caigo», que cuenta con la colaboración de Andrea Guasch, de esta canción hay dos versiones, una en español y otra en inglés. Además de «Si tu no».

## Lista de canciones
| Ámber |                                          |          |  |
| N.º   | Título                                   | Duración |  |
| 1.    | «Let's Go»                               |          |  |
| 2.    | «Algún día»                              |          |  |
| 3.    | «Si tú no»                               |          |  |
| 4.    | «Te equivocaste»                         |          |  |
| 5.    | «En la cima sin ti»                      |          |  |
| 6.    | «Te regalo»                              |          |  |
| 7.    | ««Siento que caigo» (con Andrea Guasch)» |          |  |
| 8.    | «Dale más»                               |          |  |
| 9.    | «Fuego»                                  |          |  |
| 10.   | «Ámber»                                  |          |  |
| 11.   | ««Catch Me» (con Andrea Guasch)»         |          |  |
| 12.   | «Mala conducta»                          |          |  |

## Posiciones de los sencillos en rankings
| Año  | Ranking                    | Tema      | Ubicación |
| ---- | -------------------------- | --------- | --------- |
| 2010 | Los 100 + pedidos del 2010 | Algún día | 1         |